# 繆侯
繆侯（穆侯、ぼくこう、生年不詳 - 紀元前711年）は、燕の君主。鄭侯の子で、その後を受けて燕国の君主となった。在位18年。